# Mihrab

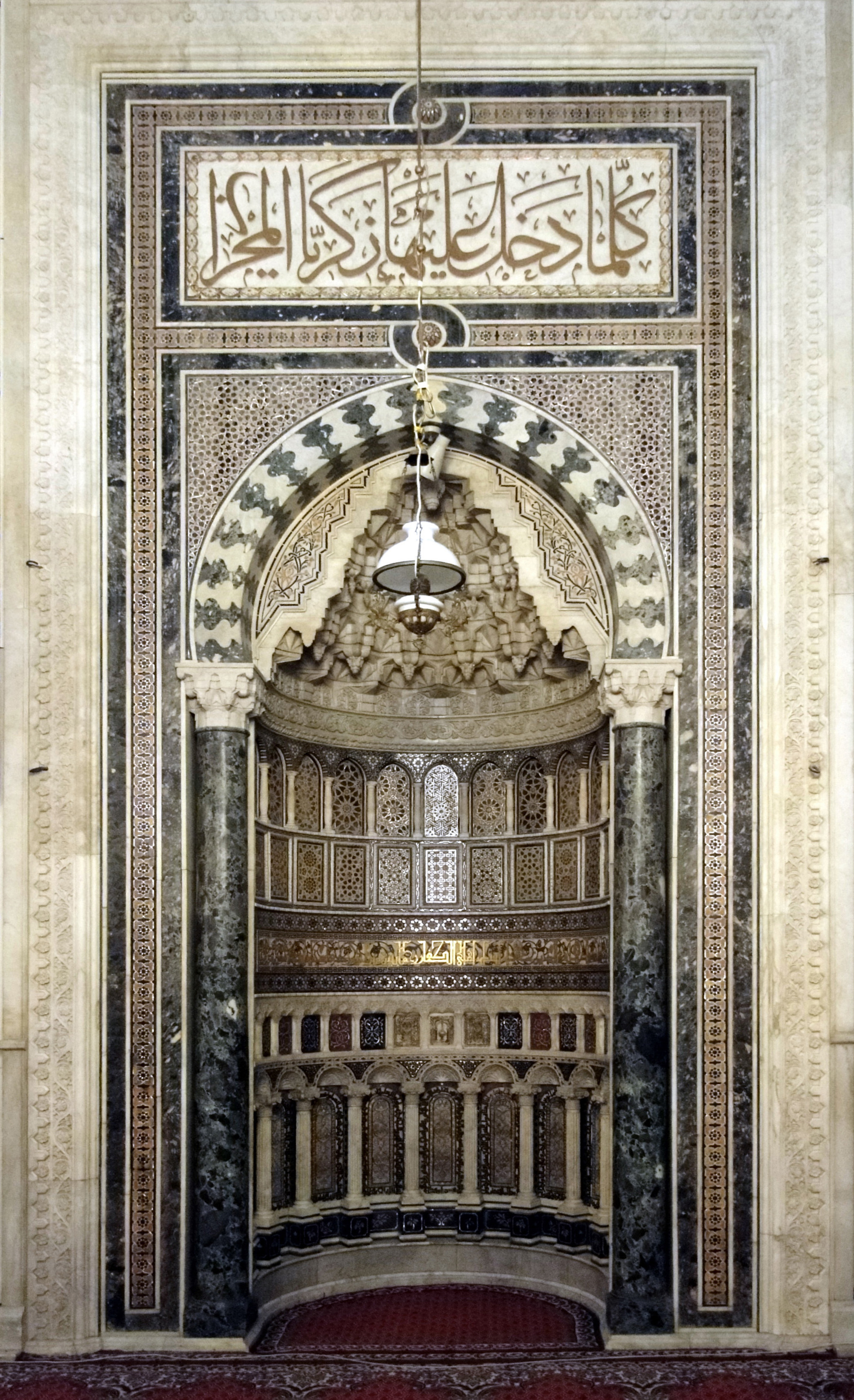
Mihrab

Mihrab este nișa semicirculară din peretele qibla al unei moschei (îndreptat spre Mecca), rezervată pentru imam la rugăciune.
Acesta este bogat ornamentat, reprezentând o adaptare arhitectonică preluată de la nișele de rugăciune (amvon) din mănăstirile creștine copte. Au apărut la construcția moscheilor din Medina, Ierusalim și Damasc în timpul domniei califului omeiad Al-Walid I (705-715) după Hr.